# Dasychira marmor
Dasychira marmor är en fjärilsart som beskrevs av Paul Mabille 1880. Dasychira marmor ingår i släktet Dasychira och familjen tofsspinnare. Inga underarter finns listade i Catalogue of Life.